# Selección masculina de hockey sobre hierba de China
La Selección masculina de hockey sobre hierba de China es el equipo que representa a China en partidos y competiciones internacionales de hockey sobre césped.

## Historia
Participó por primera vez de los Juegos Olímpicos de Pekín 2008. La mayoría de sus jugadores eran de Mongolia Interior, donde los Daur juegan Beikou hace más de 1000 años, un juego similar al hockey. La práctica del deporte empezó a mediados de los ´70. Desde ese entonces el seleccionado ha desarrollado su talento con algunos jugadores de la Diáspora china. Un caso ejemplificador es el de Tim Tsung, el cual llegó a Inglaterra a los cinco años y formó parte de seleccionados menores del equipo europeo.

## Historia en torneos

### Juegos Olímpicos
- 2008 – 11.º

### Copa Mundial
- 2018 – Clasificado

### World League
- 2012–13 – 23.º
- 2014–15 – 20.º
- 2016–17 – 16.º

### Juegos Asiáticos
- 1990 – 5.º
- 1994 – 8.º
- 1998 – ?
- 2002 – 5.º
- 2006 –
- 2010 – 5.º
- 2014 – 5.º

### Copa Asiática
- 1982 –
- 1985 – 7.º
- 1989 – 5.º
- 1994 – 7.º
- 1999 – 7to
- 2003 – 6.º
- 2007 – 5.º
- 2009 –
- 2017 – 7.º

### Champions Trophy Asiático
- 2011 – 6.º
- 2012 – 4.º
- 2013 – 4.º
- 2016 – 5.º